# SV Planeta
SV Planeta – statek wielozadaniowy należący do Urzędu Morskiego w Szczecinie, służący w nim w latach 1982–2021. Statek wraz z bliźniaczym „Zodiakiem” wybudowano w Stoczni Północnej im. Bohaterów Westerplatte w Gdańsku.

## Historia
Statek „Planeta” został zbudowany w Stoczni Północnej im. Bohaterów Westerplatte w Gdańsku (obecną Remontową Shipbuilding). W 1982 roku na jednostce podniesiono banderę i wcielono w struktury Urzędu Morskiego w Szczecinie. Przeznaczeniem statku było zapewnienie bezpieczeństwa hydrograficznego podległych obszarów morskich oraz odpowiedniego oznakowania nawigacyjnego torów wodnych i kotwicowisk. Jednostka wymieniała dwa razy do roku boje i pławy.
W celu zastąpienia „Planety” i bliźniaczego „Zodiaka”, zamówiono w 2018 roku dwie nowe jednostki wielozadaniowe z przeznaczeniem dla Urzędu Morskiego w Gdyni oraz w Szczecinie. Kontrakt na ich budowę przypadł stoczni Remontowa Shipbuilding. Nowe jednostki otrzymały oznaczenie typu B618. Następcą jednostki została SV „Planeta” I, który wprowadzono do służby w 2020 roku. W marcu 2021 roku, wycofaną jednostkę wystawiono na sprzedaż.

## Konstrukcja
SV „Planeta” to specjalistyczna jednostka pływająca, która należała do Urzędu Morskiego w Szczecinie, reprezentująca projekt B91. Statek ma długość wynoszącą 61,33 m, szerokość 10,83 m, zaś jego zanurzenie wynosi 3,2 m. Wykorzystywany był do stawiania i obsługi boi nawigacyjnych na torach podejścia do portów morskich, neutralizacji ropopochodnych zanieczyszczeń olejowych na powierzchni morza, sondowania dna morskiego oraz pełnienia misji ratowniczych. Jednostka posiada klasę lodową L1. Napęd stanowią silniki wysokoprężne Cegielski-Sulzer 6AL25/30 o mocy po 706 kW (960 KM) każdy. Napędzają one dwie śruby nastawne. Tak skonfigurowana siłownia pozwala osiągnąć jednostce prędkość maksymalną 13,8 węzła. Załoga „Planety” liczy 12 osób.